# Việt Hải Đạo
Việt Hải Đạo là tên gọi thông dụng của môn phái võ thuật Thiếu Lâm Việt Hải Đạo (Shaolin Visedo), được hình thành từ thập niên 1990 do võ sư Tuệ Đức Hải Đăng (thế danh: Phạm Thái Sơn) khai sáng.